# Hydromanicus irroratus
Hydromanicus irroratus är en nattsländeart som beskrevs av Brauer 1865. Hydromanicus irroratus ingår i släktet Hydromanicus och familjen ryssjenattsländor. Inga underarter finns listade i Catalogue of Life.